# Thomas Buitink
Thomas Buitink (Nijkerk, 14 juni 2000) is een Nederlands voetballer die doorgaans speelt als aanvaller. In juli 2024 verruilde hij Vitesse voor PEC Zwolle.

## Clubcarrière
Buitink speelde in de jeugd van Veensche Boys en kwam later terecht in de opleiding van Vitesse. In januari 2016 tekende hij zijn eerste professionele verbintenis bij de Arnhemse club, dat zou lopen tot medio 2019. Na een schorsing van Tim Matavž kwam de aanvaller in januari 2018 terecht in het eerste elftal van Vitesse. Op 11 februari 2018 won Vitesse in eigen huis met 3–1 van Feyenoord. De bezoekers kwamen nog op voorsprong door een doelpunt van Tonny Vilhena, maar door een treffer van Goeram Kasjia en twee van Bryan Linssen wonnen de Arnhemmers alsnog. Buitink mocht van coach Henk Fraser in de tachtigste minuut invallen voor Luc Castaignos. Aan het einde van het seizoen 2017/18 ondertekende Buitink een contract voor vier seizoenen.
Op 31 oktober 2018 maakte Buitink zijn eerste doelpunt in het betaalde voetbal. In de laatste minuut van de bekerwedstrijd tegen Heracles Almelo tekende hij voor de 0–2. Zijn eerste treffer in de Eredivisie volgde op 2 maart 2019. Op die dag mocht hij van coach Leonid Sloetski na drieëndertig minuten invallen voor Mohammed Dauda tegen NAC Breda. Die club stond op dat moment met 0–1 voor door een doelpunt van Giovanni Korte. Buitink tekende negen minuten na de rust voor de gelijkmaker en Vitesse liep door doelpunten van Maikel van der Werff, Alexander Büttner en Matúš Bero uit naar 4–1. Van Sloetski mocht Buitink op 30 maart 2019 tegen ADO Den Haag voor het eerst in de basis beginnen in een Eredivisiewedstrijd. ADO wist via Sheraldo Becker en tweemaal Lex Immers in totaal driemaal tot scoren te komen, maar Buitink zorgde er met een hattrick voor dat het 3–3 werd.
Gedurende het seizoen 2019/20 kwam Buitink niet tot een doelpunt voor Vitesse in de competitie. In januari 2021 werd hij voor een halfjaar op huurbasis overgenomen door PEC Zwolle. Vier dagen na zijn overgang mocht hij direct in de basis beginnen tegen Heracles Almelo. Die ploeg ging met een voorsprong de rust in door doelpunten van Lucas Schoofs en Delano Burgzorg. Vijf minuten na rust gaf Buitink de assist op de aansluitingstreffer van Virgil Misidjan. Coach John Stegeman wisselde Buitink ten faveure van Reza Ghoochannejhad, die uiteindelijk voor de 2–2 zou zorgen, wat ook de eindstand bleek. Op 24 juni 2022 verlengde de spits zijn contract bij Vitesse met twee seizoenen tot medio 2025. In januari 2023 werd Buitink voor de tweede maal verhuurd, nu aan Fortuna Sittard, dat tevens een optie tot koop verkreeg. Deze optie werd niet gelicht.
In het seizoen 2023/24 was Buitink weer actief voor Vitesse, al moest hij de gehele eerste seizoenshelft aan zich voorbij laten gaan door een kruisbandblessure. Na zijn terugkeer speelde hij nog dertien Eredivisieduels, waarin hij eenmaal scoorde. Vitesse degradeerde naar de Eerste divisie, maar Buitink bleef wel actief op het hoogste niveau; de aanvaller vertrok transfervrij en tekende voor drie seizoenen bij PEC Zwolle, waar hij in 2021 al een half seizoen had gespeeld.

## Clubstatistieken

### Beloften
| Seizoen | Club         | Competitie     | Totaal | Totaal |
| Seizoen | Club         | Competitie     | Wed.   | Dlp.   |
| ------- | ------------ | -------------- | ------ | ------ |
| 2016/17 | Jong Vitesse | Tweede divisie | 7      | 2      |
| 2017/18 | Jong Vitesse | Derde divisie  | 16     | 6      |
| 2018/19 | Jong Vitesse | Tweede divisie | 9      | 3      |
| Totaal  | Totaal       | Totaal         | 32     | 11     |

### Senioren
| Seizoen | Club              | Competitie | Competitie | Competitie | Beker | Beker | Internationaal | Internationaal | Nacompetitie | Nacompetitie | Totaal | Totaal |
| Seizoen | Club              | Competitie | Wed.       | Dlp.       | Wed.  | Dlp.  | Wed.           | Dlp.           | Wed.         | Dlp.         | Wed.   | Dlp.   |
| ------- | ----------------- | ---------- | ---------- | ---------- | ----- | ----- | -------------- | -------------- | ------------ | ------------ | ------ | ------ |
| 2017/18 | Vitesse           | Eredivisie | 4          | 0          | 0     | 0     | —              | —              | 0            | 0            | 4      | 0      |
| 2018/19 | Vitesse           | Eredivisie | 17         | 7          | 2     | 1     | 0              | 0              | 4            | 0            | 23     | 8      |
| 2019/20 | Vitesse           | Eredivisie | 17         | 0          | 3     | 1     | —              | —              | —            | —            | 20     | 1      |
| 2020/21 | Vitesse           | Eredivisie | 14         | 1          | 2     | 1     | —              | —              | —            | —            | 16     | 2      |
| 2020/21 | → PEC Zwolle      | Eredivisie | 9          | 2          | 0     | 0     | —              | —              | —            | —            | 9      | 2      |
| 2021/22 | Vitesse           | Eredivisie | 28         | 2          | 3     | 0     | 9              | 2              | 4            | 1            | 44     | 5      |
| 2022/23 | Vitesse           | Eredivisie | 8          | 0          | 0     | 0     | —              | —              | —            | —            | 8      | 0      |
| 2022/23 | → Fortuna Sittard | Eredivisie | 13         | 0          | 0     | 0     | —              | —              | —            | —            | 13     | 0      |
| 2023/24 | Vitesse           | Eredivisie | 13         | 1          | 1     | 0     | —              | —              | —            | —            | 14     | 1      |
| 2024/25 | PEC Zwolle        | Eredivisie | 13         | 0          | 1     | 1     | —              | —              | —            | —            | 8      | 1      |
| Totaal  | Totaal            | Totaal     | 136        | 13         | 12    | 4     | 9              | 2              | 8            | 1            | 165    | 20     |

Bijgewerkt op 19 mei 2025.

## Erelijst
| Derde divisie zondag | 1 | 2017/18 |